# Pietrainské prase

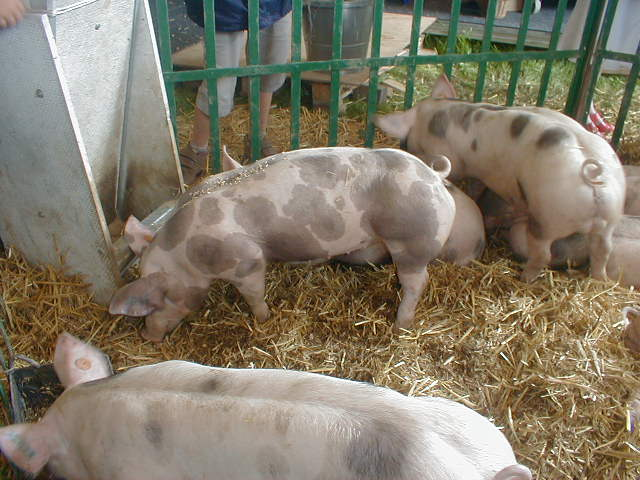
Prasata Pietrain

Pietrainské prase je plemeno prasete domácího, původem z Valonského Brabantu. Jmenuje se podle valonské vesničky Piétrain. Jeho popularita začala růst v padesátých letech 20. století. V šedesátých letech se začalo chovat i v Německu.